# Спікер Сенату Республіки Польща
Маршалок Сенату Республіки Польща також Спікер Сенату (пол. Marszałek Senatu Rzeczypospolitej Polskiej) — є головою Сенату Польщі. Маршал також є третьою особою згідно з польським порядком старшинства, після Президента Республіки Польща та Маршалка Сейму, і другим у черзі, щоб стати виконувачем обов’язків Президента Республіки Польща (після Маршалка Сейму; у період 1935-1939 рр. Маршал Сенату був першим). Оскільки як старшинство, так і правонаступництво, маршала зазвичай називають «третьою особою в державі». Особою, яка виконує функції їхнього заступника, є віце-спікер Сенату Республіки Польща.

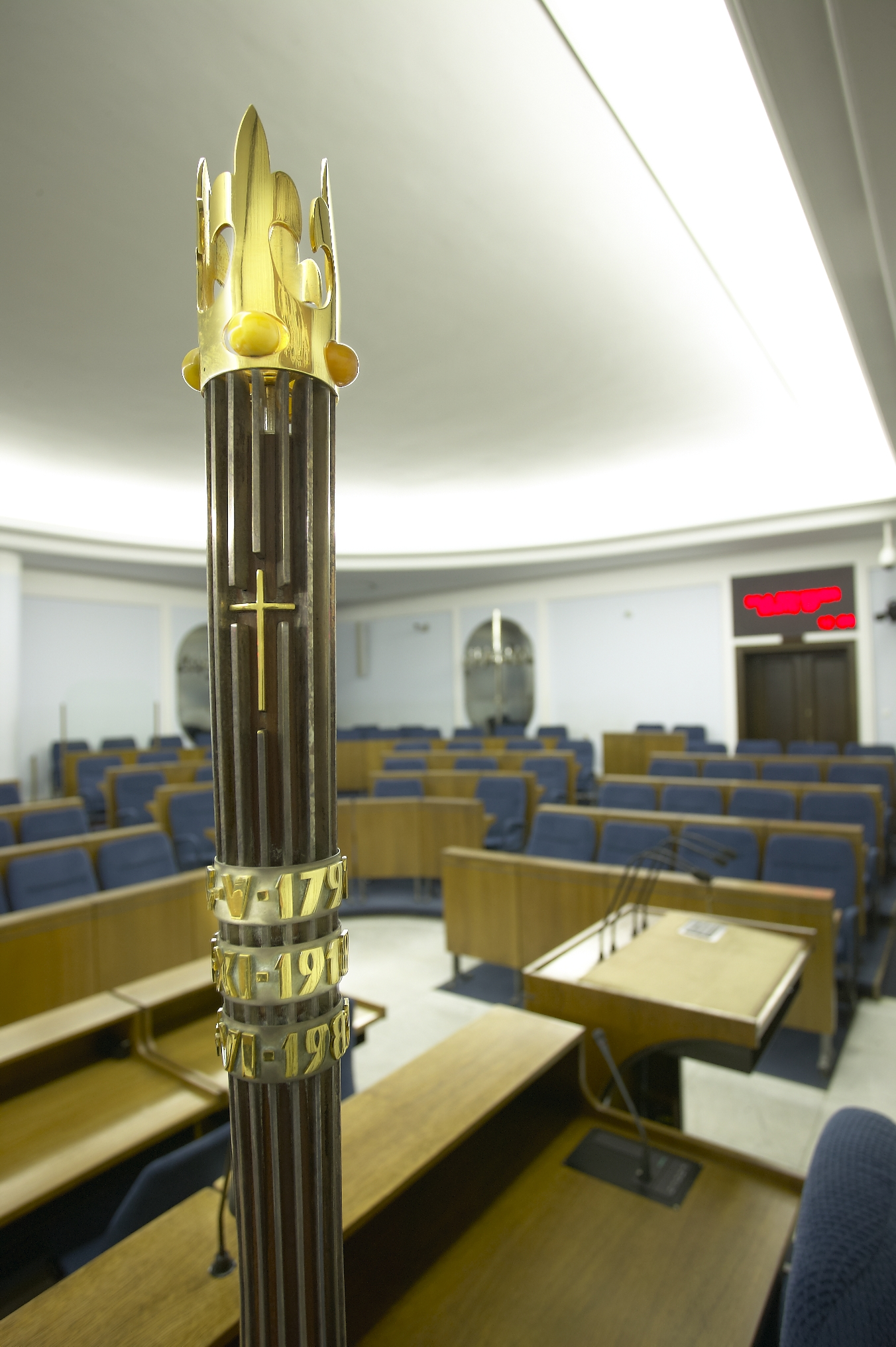
Навершя маршальського жезла

## Роль
Спікер:
- Представляти Сенат
- Головує на засіданнях Сенату
- Головує на засіданнях Президії Сенату та Кокусу голів Сенатських кокусів (Konwent Seniorów)
- Виконання деяких представницьких функцій на державному рівні
- Стати виконувачем обов’язків президента, коли маршалок Сейму не може цього зробити
- Відповідає за миротворчість у Сенаті

## Історія
Маршалки сенату існували ще в Герцогстві Варшавському (XIX ст.). У Речі Посполитій цю роль виконували маршали великі коронні.

## Список посадових осіб

### Друга республіка
У Другій Польській Республіці:
| № | Зображення | Ім'я                 | Сенат | Період                        | Партія                                    |
| - | ---------- | -------------------- | ----- | ----------------------------- | ----------------------------------------- |
| 1 |            | Войцех Тромпчинський | я     | 28.11.1922 — 26.03.1928       |                                           |
| 2 |            | Юліан Шиманський     | II    | 27.03.1928 – 08.12.1930       | Позафракційний блок за співпрацю з владою |
| 3 |            | Владислав Рацкевич   | III   | 9 грудня 1930 – 3 жовтня 1935 | Позафракційний блок за співпрацю з владою |
| 4 |            | Олександр Пристор    | IV    | 04.10.1935 – 27.11.1938       | Позафракційний блок за співпрацю з владою |
| 5 |            | Богуслав Мєдзінський | В     | 28.11.1938 – 2.11.1939        | Табір національної єдності                |

Офіс був перерваний німецьким вторгненням до Польщі в 1939 році і не відновлений у Польській Народній Республіці.

### Третя республіка
У сучасній Польщі:
| № | № | Ім'я                   |  | Район        | Сенат       | Період                                | Партія                             |
| - | - | ---------------------- |  | ------------ | ----------- | ------------------------------------- | ---------------------------------- |
|   | 1 | Анджей Стельмаховський |  | Білосток     | я           | 22.11.1989 – 26.11.1991               | Громадський депутатський клуб      |
|   | 2 | Август Челковський     |  | Катовіце     | II          | 26.11.1991 – 15.10.1993               | Солідарність                       |
|   | 3 | Адам Струзик           |  | Плоцьк       | III         | 26.10.1993 – 19.10.1997               | Польська селянська партія          |
|   | 4 | Аліція Гжешковяк       |  | Бігти        | IV          | 21.10.1997 – 18.10.2001               | Виборча акція солідарності         |
|   | 5 | Лонгін Пастусяк        |  | 24 Гданськ   | В           | 20 жовтня 2001 р. – 18 жовтня 2005 р  | Демократичний лівий альянс         |
|   | 6 | Богдан Борусевич       |  | 65 Гданськ   | VI VII VIII | 20.10.2005 – 11.11.2015               | Незалежна / Громадянська платформа |
|   | 7 | Станіслав Карчевський  |  | 49 Kozienice | IX          | 12 листопада 2015 – 11 листопада 2019 | Закон і справедливість             |
|   | 8 | Томаш Гродзькі         |  | 97 Щецин     | X           | 12 листопада 2019 – по теперішній час | Громадянська платформа             |